# National Institute of Allergy and Infectious Diseases
Le National Institute of Allergy and Infectious Diseases (NIAID), ou Institut national des allergies et des maladies infectieuses, est l'un des 27 instituts et centres qui composent les National Institutes of Health (NIH), une agence du ministère américain de la Santé et des Services sociaux (HHS). La mission du NIAID est de mener des recherches fondamentales et appliquées pour mieux comprendre, traiter et prévenir les maladies infectieuses, immunologiques et allergiques.
Le NIAID possède des laboratoires internes dans le Maryland et Hamilton, Montana, et subventionne la recherche menée par des scientifiques dans des établissements aux États-Unis et dans le monde entier. Le NIAID travaille également en étroite collaboration avec des partenaires issues du milieu universitaire, de l'industrie, du gouvernement et des organisations non gouvernementales  à travers des efforts multidisciplinaires pour relever les défis sanitaires émergents tels que le virus de la grippe A (H1N1) et la maladie du coronavirus 2019 .

## Histoire
Le NIAID trouve ses origines dans un petit laboratoire créé en 1887 au Marine Hospital de Staten Island, New York  (désormais le the Bayley Seton Hospital ). Les agents du Marine Hospital Service à New York décidèrent d'ouvrir un laboratoire de recherche pour étudier le lien entre les organismes microscopiques et les maladies infectieuses. Le Dr Joseph J. Kinyoun, un médecin du Marine Hospital Service, fut choisi pour créer ce laboratoire, qu'il a appelé un "laboratoire d'hygiène sanitaire".
Le laboratoire du Dr Kinyoun fut rebaptisé Hygenic Lab en 1891 et déménagea à Washington, où le Congrès américain l'autorisa à enquêter sur « les maladies infectieuses et contagieuses et les questions relatives à la santé publique. »  Avec l'adoption de la loi Ransdell en 1930, le Hygienic Lab devint le National Institute of Health. En 1937, le Rocky Mountain Laboratory, qui faisait alors partie du Service de santé publique des États-Unis, fut transféré à la Division des maladies infectieuses, qui fait partie du NIH.
Courant 1948, le National Institute of Health devint le National Institutes of Health (NIH), avec la création de quatre nouveaux instituts. Le 8 octobre 1948, le Rocky Mountain Laboratory et le Biologics Control Laboratory se joignirent à la Division des maladies infectieuses du NIH et à la Division des maladies tropicales pour former l'Institut national de microbiologie. En 1955, le Congrès changea le nom du National Microbiological Institute en National Institute of Allergy and Infectious Diseases pour refléter l'inclusion de la recherche sur les allergies et l'immunologie. Ce changement entra en vigueur le 29 décembre 1955.
Les personnes suivantes ont été directeurs de l'Institut national des allergies et des maladies infectieuses: 
- 1948-1957 : Victor H. Haas, MD
- 1957-1964 : Justin M. Andrews, PhD, ScD
- 1964-1975 : Dorland J. Davis, MD, DrPH
- 1975-1984 : Richard M. Krause, MD
- 1984-présent : Anthony S. Fauci, MD

## Organisation et structure
Le NIAID est composé du Bureau du Directeur, de quatre divisions externes: 
1. Division du syndrome d'immunodéficience acquise (Division of Acquired Immunodeficiency Syndrome, DAIDS)
2. Division d'allergie, d'immunologie et de transplantation (Division of Allergy, Immunology, and Transplantation, DAIT)
3. Division de microbiologie et des maladies infectieuses (Division of Microbiology and Infectious Diseases, DMID)
4. Division des activités extramurales (Division of Extramural Activities, DEA).

et de trois divisions internes: 
1. Division de la recherche clinique (Division of Clinical Research, DCR)
2. Division de la recherche intra-muros (Division of Intramural Research, DIR)
3. Centre de recherche sur les vaccins (Vaccine Research Center, VRC) [8]

Ce dernier, le centre de recherche sur les vaccins Dale et Betty Bumpers (Dale and Betty Bumpers Vaccine Research Center)  est composé de quatre laboratoires et de deux programmes : 
- Laboratoire d'immunologie
- Laboratoire de pathogenèse virale
- Laboratoire de virologie
- Laboratoire du programme de production de vaccins
- Programme d'essais cliniques
- Programme de recherche translationnelle[10].

## Priorités de recherche
Les priorités de recherche du NIAID sont axées sur : 
1. «Élargir l'étendue et la profondeur des connaissances dans tous les domaines des maladies infectieuses, immunologiques et allergiques»
2. «Développer des capacités de recherche nationales et internationales flexibles pour répondre de manière appropriée aux menaces de maladies émergentes et réémergentes où qu'elles se produisent.» [1] :8

Les missions du NIAID sont les suivantes : 

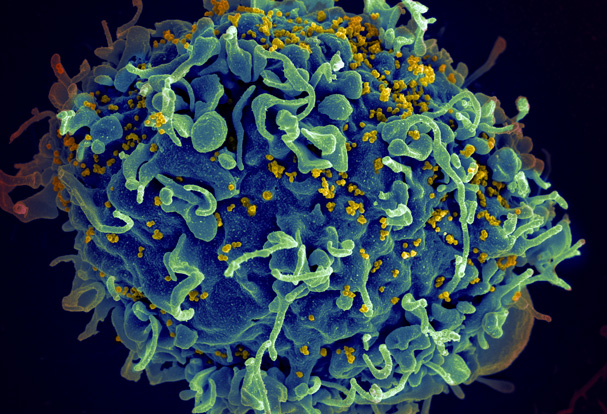
Cellule T infectée par le VIH

Virus de l'immunodéficience humaine / syndrome d'immunodéficience acquise (VIH / sida)
Les objectifs dans ce domaine sont de trouver un remède pour les personnes infectées par le VIH; élaborer des stratégies préventives, notamment des vaccins et des traitements à titre préventif; élaborer des stratégies thérapeutiques pour prévenir et traiter les co-infections telles que la tuberculose et l'hépatite C chez les personnes infectées par le VIH; et s'attaquer aux conséquences à long terme du traitement anti-VIH.
Biodéfense et maladies infectieuses émergentes (BioD)
Les objectifs de ce domaine sont de mieux comprendre comment ces agents infectieux qui émergent de façon délibérée (c.-à-d. intentionnellement) ou naturelle provoquent les maladies et comment le système immunitaire y réagit.
Maladies infectieuses et immunologiques (IID)
Le but de ce domaine est de comprendre comment les réponses aberrantes du système immunitaire jouent un rôle essentiel dans le développement de troubles immunitaires tels que l'asthme, les allergies, les maladies auto-immunes et le rejet de greffe. Cette recherche permet d'améliorer la compréhension du fonctionnement du système immunitaire lorsqu'il est en bonne santé ou en mauvaise santé et fournit la base pour le développement de nouveaux outils de diagnostic et d'interventions pour les maladies liées au système immunitaire.

## Succès
Le NIAID s'est forgé la réputation d'être à la pointe du progrès scientifique à la fois à travers ses laboratoires internes et à travers les recherches qu'il finance au sein des institutions académiques. Par exemple, les collaborations du NIAID avec divers partenaires ont conduit au développement de vaccins approuvés par la FDA pour la grippe (FluMist), l'hépatite A (Havrix) et le rotavirus (RotaShield). Le NIAID a également joué un rôle déterminant dans la mise au point et l'homologation de vaccins anticoquelucheux acellulaires, de vaccins conjugués contre Streptococcus pneumoniae et de Haemophilus influenzae type b ou Hib, et d'une thérapie préventive pour le virus respiratoire syncytial ou RSV (Synagis). De plus, les partenariats du NIAID avec l'industrie et le monde universitaire ont permis de faire progresser les tests de diagnostic de plusieurs maladies infectieuses importantes, notamment le paludisme (ParaSight F), la tuberculose (GeneXpert MTB / RIF) et le virus de Norwalk (Ridascreen Norovirus 3rd Generation EIA).
Le NIAID a effectué des recherches sur la transmission mère-enfant du VIH. En 1994, une étude coparrainée par le NIAID a démontré que le médicament zidovudine, administré à des femmes infectées par le VIH qui suivaient peu ou pas de thérapie antirétrovirale (TAR), réduisait le risque de transmission mère-enfant de deux tiers.
En 1999, une étude financée par le NIAID en Ouganda a révélé que deux doses orales du médicament à bas coût névirapine - une administrée aux mères infectées par le VIH au début du travail et une autre au nourrisson peu après la naissance - réduisaient de moitié la transmission mère-enfant par rapport au traitement à l'AZT. Des essais cliniques ultérieurs, dont certains financés par le NIAID, ont montré que les médicaments contre le SIDA peuvent également réduire le risque de transmission mère-enfant par le lait maternel. Ces études ainsi que d'autres ont conduit à des recommandations de l'Organisation mondiale de la santé (OMS) qui peuvent aider à prévenir la transmissions mère-enfant tout en permettant aux femmes dans les pays à ressources limitées d'allaiter leurs nourrissons en toute sécurité.
Plus récemment, des scientifiques financés par le NIAID ont découvert que le dépistage du VIH chez les nourrissons à risque, puis l'administration immédiate d'une thérapie antirétrovirale à ceux testant positif, réduisaient considérablement les taux de maladie et de décès. Les nourrissons infectés par le VIH étaient quatre fois moins susceptibles de mourir s'ils recevaient un TAR immédiatement après avoir reçu un diagnostic de VIH, par rapport à la norme de soins (commencer le TAR chez les nourrissons lorsqu'ils présentaient des signes de maladie à VIH ou un système immunitaire affaibli).
Cette découverte a aidé à influencer l'OMS à modifier ses directives pour le traitement des nourrissons infectés par le VIH. Les lignes directrices recommandent désormais fortement de commencer le TAR chez tous les enfants de moins de deux ans immédiatement après avoir reçu un diagnostic de VIH, quel que soit leur état de santé,.

## Programmes de formation clinique
Le NIAID offre des bourses de trois ans pour les stagiaires médicaux en allergie / immunologie et maladies infectieuses. Ces bourses accréditées par le Conseil d'accréditation pour l'enseignement médical supérieur américain (ACGME) offrent une formation clinique intensive et un mentorat en recherche dans les laboratoires de sciences cliniques et fondamentales. Les deux programmes de formation de bourses NIAID comprennent une année complète de responsabilités cliniques, y compris deux ou trois mois la première année de soins aux patients au NIH Clinical Center, le plus grand hôpital des États-Unis consacré à la recherche clinique. Les deux années suivantes sont consacrées à la recherche.

### Allergie et immunologie
Le programme de bourses d'études cliniques en allergie et immunologie est ouvert aux médecins qui sont en voie de terminer un programme de résidence en médecine interne ou en médecine pédiatrique approuvé. Les boursiers peuvent se présenter à l'examen de certification du Board of Allergy and Immunology après deux ans.

### Maladies infectieuses
Le programme de bourses pour les maladies infectieuses est ouvert aux médecins qui ont suivi pendant trois ans un programme de résidence en médecine interne aux États-Unis ou au Canada. Les boursiers ont le droit de se présenter à l'examen de certification des maladies infectieuses « ABIM » après deux ans.